# Trespasser
Trespasser – przygodowa gra akcji wydana przez Electronic Arts 31 października 1998 roku. Za jej stworzenie odpowiada firma DreamWorks Interactive. Akcja gry nawiązuje do filmu Zaginiony świat: Jurassic Park z 1997 roku. Trespasser opowiada historię Anne, która próbuje wydostać się z bezludnej wyspy, opanowanej przez dinozaury.
Gra spotkała się ze zróżnicowanym odbiorem recenzentów. Większość krytyków skupiła się na licznych błędach technicznych i ogólnym niedopracowaniu produkcji.

## Rozgrywka
Gracz steruje Anne, która jako jedyna przeżyła katastrofę samolotu i trafiła na wyspę opanowaną przez dinozaury. Głównym celem gry jest nawiązanie kontaktu z innymi ludźmi i ucieczka z wyspy. Rozgrywka została podzielona na kilka poziomów, z czego na każdym z nich celem bohaterki jest przedostanie się z punktu startowego do danego miejsca. Gra nie posiada żadnego HUD-a. Życie głównej bohaterki jest pokazane w formie tatuażu na jej sercu; kiedy tatuaż w całości wypełni się czerwonym kolorem, gracz umiera.
Wyspę zamieszkuje kilka gatunków dinozaurów. W zależności od gatunku są one nastawione do gracza neutralnie lub agresywnie. Napotkane gady można zabić przy użyciu broni białej lub palnej. Postać może wchodzić w interakcję ze światem za pomocą swojej ręki, kontrolowanej przez poruszanie myszką. Jednym z elementów gry jest rozwiązywanie zagadek bazujących na fizyce. Przykładowo gracz musi ustawić skrzynie tak, żeby przeskoczyć przez ogrodzenie. Wejście do niektórych pomieszczeń jest możliwe dopiero po tym, gdy gracz odnajdzie specjalną kartę magnetyczną.

## Produkcja
Początkowo gra miała zostać wydana jesienią 1997 roku razem z premierą filmu Zaginiony świat: Jurassic Park. Jednakże ze względu na szereg problemów, jak i zaawansowanie projektu, jej premiera została opóźniona o rok. Pośpiech w wydaniu gry spowodował, że wiele funkcji zostało wyciętych lub niedokończonych. Zmiany w końcowej fazie projektu ostatecznie zmieniły gatunek gry z survival horroru na grę akcji, co przyczyniło się do licznych skarg otrzymywanych po premierze. Brak doświadczonej kadry menadżerskiej oraz artystów z dłuższym stażem, którzy byliby zaznajomieni z podstawowymi procesami rozwoju gry i modelowaniem 3D, również uznano za przyczynę problemów.
Silnik Trespassera był i pod wieloma względami nadal jest wyjątkowy. W 1998 roku był to jeden z pierwszych silników, skutecznie ukazujący setki drzew w otwartym terenie. Niestety, niewiele komputerów w 1998 roku było w stanie wyrenderować złożone otoczenie. Wynikiem tego było najgorsze obcinanie, jakie jeden recenzent kiedykolwiek widział, a wiele osób doświadczyło spowolnienia rozgrywki poprzez spadek liczby klatek na sekundę. Ponadto Trespasser jest pierwszą grą, w której świat działa całkowicie pod wpływem mechaniki klasycznej, a także pierwszą grą używającą fizyki ragdoll.

## Odbiór
Recenzent GameSpotu, Elliot Chin, opisał Trespassera jako jedną z najbardziej frustrujących gier, w jaką kiedykolwiek grał, z nudną rozgrywką i irytującymi błędami. Elliot wśród swoich zarzutów uwzględnił także niepotrzebnie skomplikowany silnik fizyki i zbyt dużą liczbą zagadek opartych na układaniu skrzynek. Jego zdaniem eksploracja świata jest męcząca z powodu małej prędkości ruchu postaci, krajobrazy są jałowe, a dinozaurów jest za mało; gra zawiera zbyt wiele błędów wykrywania kolizji, słaby dubbing i zdarzają się problemy z używaniem ręki Anne. Tal Blevins z serwisu IGN pozytywnie ocenił wątek główny i realizm zasad fizyki. Podkreślił też wysoką jakość wykonania modeli dinozaurów i to jak reagują, gdy zauważą postać gracza. W swoim podsumowaniu przyznał, że twórcy starali się zrewolucjonizować rynek strzelanin. Jego zdaniem twórców należy chwalić za ich wysiłek, ale zabić za wykonanie gry. Tal zakończył swoją recenzję stwierdzeniem, że Trespasser wyprzedziła swoją epokę, a obecne komputery nie potrafią jej obsłużyć.
Twórcy Surgeon Simulator 2013 przyznali, że nietypowe sterowanie dłonią w ich grze było wzorowane na ręce Anne.